# News Media Canada
News Media Canada (NMC; фр. Médias d'Info Canada, MIC; раніше Newspapers Canada) — торгова асоціація видавців газет у Канаді. Заснована 2016 року шляхом злиття Canadian Newspaper Association і Canadian Community Newspapers Association.
NMC представляє понад 830 щоденних, щотижневих і громадських газет у кожній провінції і території Канади.

## Історія
У статті Canadian Press за лютий 2017 року повідомлялося, що назву організації було змінено на News Media Canada.
22 травня 2019 року NMC було названо однією з восьми «організацій Канади, які входитимуть до спеціальної консультативної групи, покликаної рекомендувати новинні операції для участі у фонді допомоги ЗМІ вартістю 600 мільйонів доларів США, який розрахований на п’ять років». Про це заявив тодішній міністр фінансів Білл Морно. Міністр спадщини Пабло Родрігес заявив, що згідно з програмою ЗМІ матимуть право на податкові пільги, що не підлягають відшкодуванню, податковий кредит, який не підлягає відшкодуванню, за підписку на цифрові новини Канади та доступ до благодійних податкових пільг для некомерційної журналістики. Через два дні CBC опублікувало коментар колишнього редактора Ottawa Citizen Ендрю Поттера, який назвав «пакет допомоги лібералам... токсичною ініціативою». Серед іншого він назвав NMC «групою лобістів газетної індустрії», яка благала уряд протягом трьох років.